# بشارت، چکوال
بشارت (به انگلیسی: Basharat) یک منطقهٔ مسکونی در پاکستان است که در ناحیه چکوال واقع شده‌است.